# Monte Ida (Creta)
O Monte Ida, também chamado Idha, Ídhi, Idi, e atualmente conhecido por Psilorítis (em grego: Ψηλωρείτης), é a mais alta montanha da ilha de Creta, na Grécia. O seu cume, com altitude de 2 454 metros, é chamado Timios Stavros. É a montanha com maior proeminência topográfica da Grécia. Localiza-se na unidade regional de Retimno e o seu imponente maciço ocupa a parte central da ilha, nos territórios de Heraclião e Retmno.
Também possui um pico secundário com 1 750 m de altura, o Skinakas, onde está localizado o observatório da Universidade de Creta, 

## História
Essa era uma montanha sagrada para os antigos gregos. Eles acreditavam que se tratava do local onde a titânide Reia deu à luz o seu filho Zeus, mais especificamente na caverna Ideana. Nela se situa o planalto de Nida e a floresta de Ruva, no lado leste.
Ao longo de um dos flancos do Monte Ida está o vale de Amári, um lugar estabelecido pela expansão da antiga Festo, onde o assentamento de Monastirací foi estabelecido. Uma pequena capela de pedra aberta chamada Timios Stavros e que está localizada no cume, rodeada por inúmeros locais de acampamento usados por caminhantes da montanha. Há também um pequeno centro de esqui alpino abandonado localizado no flanco oriental do Monte Ida, acessível por uma estrada a partir de Anogeia, que oferece um caminho mais fácil para ascender ao planalto de Nída.

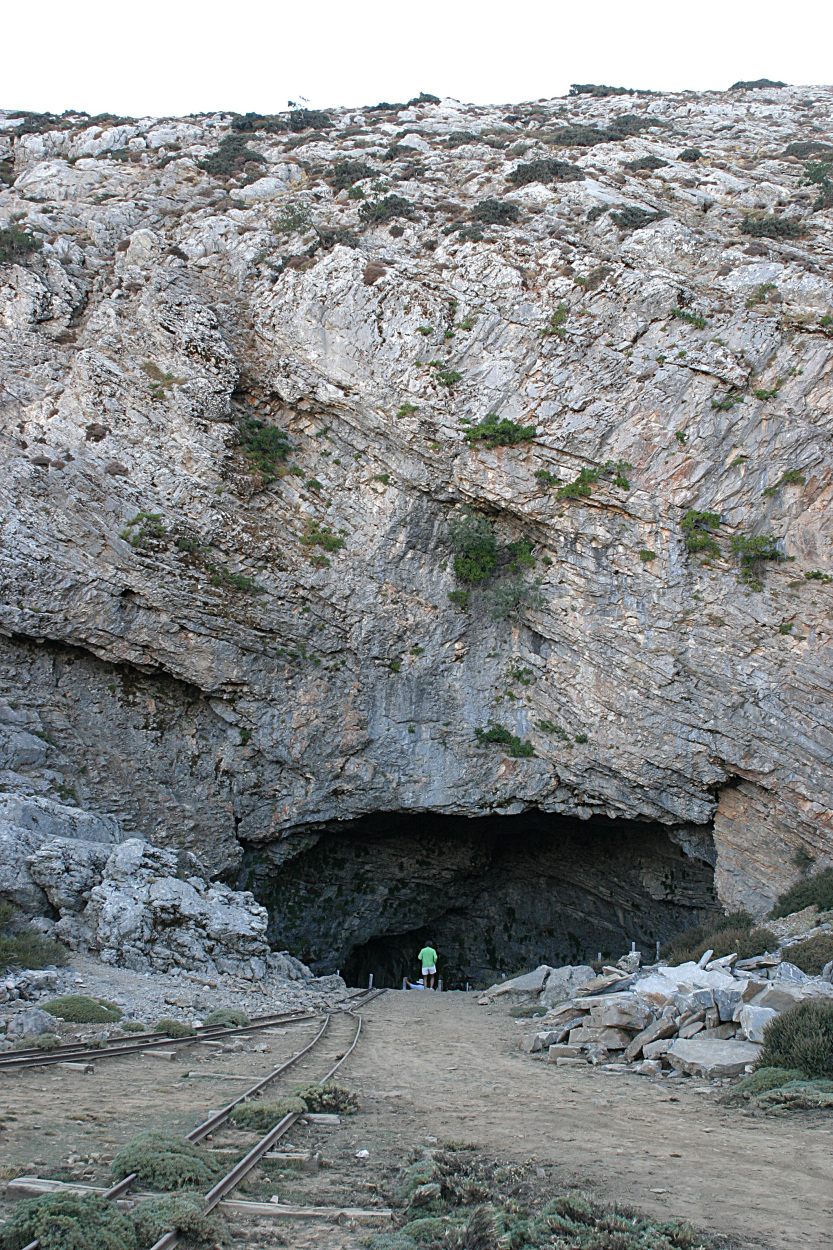
Entrada da Caverna Ideana

Monte Ida é o lócus para a raça lendária de antigos metalúrgicos (Dáctilos), cujas raízes também estão associadas com Chipre. Apesar do mesmo nome, ele não deve ser confundido com o Monte Ida na Ásia Menor, perto de Troia onde Paris (filho do rei Príamo) viveria criando rebanhos, e onde ele recebeu o convite para julgar qual seria a mais bela entre Hera, Afrodite e Atena, e pano de fundo que levou à Guerra de Troia contada na Ilíada. Além disso este monte é dedicado a deusa Cibele.

## Caverna Ideana
Em tempos antigos, a caverna Ideana ou "caverna da Deusa" (Dea) foi venerada pelos minoicos e helenos da mesma forma. No período grego, a caverna foi dedicada a Zeus. A caverna onde Zeus foi nutrido não é esta, mas sim a caverna de Psicro; existem duas ninfas que cuidaram da criança: Adrasteia e Idê.
Selos votivos e marfins foram encontrados na caverna. Como a caverna de Psicro, a Caverna Ideana foi conhecida como um lugar de iniciações, e pode ter servido como local de um oráculo, simbolizado pela representação frequente de um tripé em moedas da vizinha Oaxo, o que supostamente controlava o território em volta da caverna.